# Orionův pás

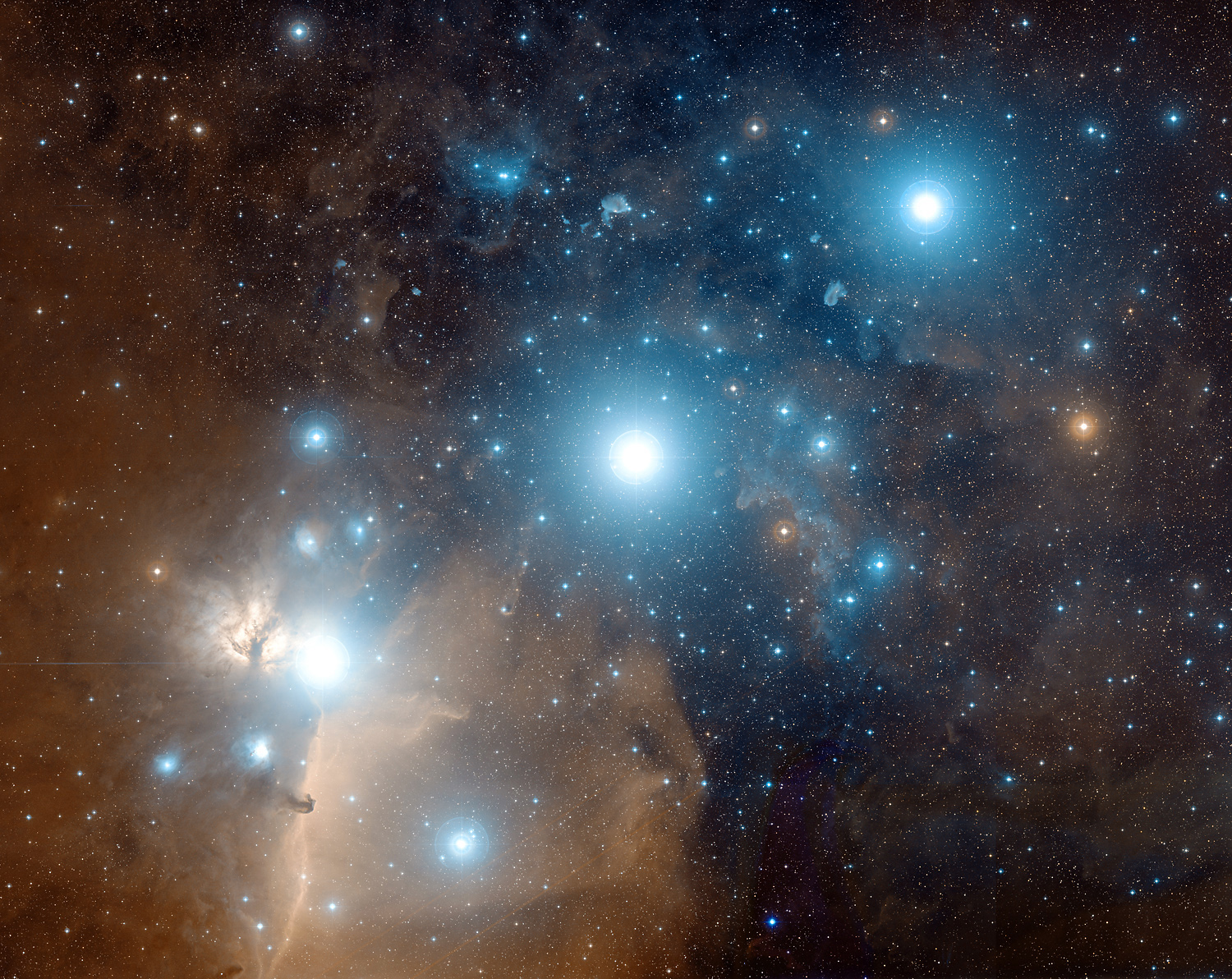
Hvězdy Orionova pásu

Orionův pás nebo také pás Orionu je asterismus tří hvězd v souhvězdí Orionu. Pás se nachází těsně pod nebeským rovníkem a rozděluje Oriona na severní a jižní část.
Nejzápadnější z trojice hvězd nese název Alnitak. V Bayerově označení nese název zéta Orionis (ζ Ori). Název Alnitak je z arabského al-nitáq, což znamená opasek. Alnitak je trojhvězda. Na obloze svítí jasností 1,71m. Hlavní hvězda je modrý veleobr spektrálního typu O9 vzdálený od Slunce asi 800 světelných let. Prostřední hvězda pásu Alnilam je také modrý veleobr, který má jasnost 1,69m. Jeho vzdálenost od Slunce je asi 1300 světelných let. V arabštině znamená slovo al-nizám šňůra perel. Bayerovo označení je epsilon Orionis (ε Ori) a Flamsteedovo označení je 46 Orionis. Nejseverněji a nejvýchodněji postavená hvězda pásu se jmenuje Mintaka, nebo také delta Orionis (δ Ori). Je to modrobílá hvězda (spektrální typ B). Ze všech tří hvězd má nejmenší jasnost (2,21m). Od Slunce je vzdálená 900 světelných let.

Orientace na noční obloze pomocí Oriona

Orionův pás bývá na noční obloze dobře viditelný a dá se pomocí něj snadno orientovat na obloze. Na severozápad od pásu je hvězda Aldebaran ze souhvězdí Býka. Na jihozápad je nejjasnější hvězda oblohy (nepočítáme-li Slunce) Sirius z Velkého psa.
Mezi anglickojazyčné tradiční názvy Orionova pásu patří např. „Three Kings“ (tři králové) nebo „Three Sisters“ (tři sestry); v latinskoamerickém prostředí bývá nazýván „Tres Marías“ (Tři Marie).